# Римкус, Эдвард
Эдвард Уильям Римкус (англ. Edward William Rimkus; 10 августа 1913, Скенектади, Нью-Йорк — 17 мая 1999, Лонг-Бич, Калифорния) — американский бобслеист литовского происхождения, олимпийский чемпион 1948 года среди экипажей-четвёрок.

## Биография
Учился в колледже Сент-Лоуренс, играл в американский футбол и занимался лёгкой атлетикой. Окончил в 1938 году университет, дипломированный физик, инженер компании General Electric. В бобслее выступал за команду «Лейк-Плэсид Сноу Бёрдз» с 1947 по 1948 годы, серебряный призёр чемпионата США 1947 года, чемпион Северной Америки среди экипажей четвёрок. В 1948 году вместе с Биллом д’Амико, Пэтом Мартином и Фрэнсисом Тайлером выиграл золотые медали соревнований Олимпийских игр 1948 года в Санкт-Морице.